# Automobil und Aviatik
L'Automobil und Aviatik AG, semplificato Aviatik, era un'azienda aeronautica tedesco imperiale attiva nel periodo della prima guerra mondiale.

## Storia
L'Aviatik Automobil- und Flugapparatefabrik venne fondata nel 1910 dall'imprenditore tedesco Julius Spengler. Inizialmente l'azienda, che oltre alla produzione su licenza di velivoli della francese Hanriot si occupava di produzione automobilistica, aveva sede e stabilimenti nella cittadina di Mulhouse, nella regione dell'Alsazia, oggi nel dipartimento francese dell'Alto Reno, ma allora ancora in territorio tedesco (annesso assieme alla Lorena in seguito al Trattato di Francoforte del 1871).
Nell'agosto 1914, a guerra appena iniziata, ritenendo l'Alsazia troppo vulnerabile, Spengler preferì trasferire la produzione a Friburgo in Brisgovia, nell'attuale Land di Baden-Württemberg. Successivamente aprì una succursale a Vienna, la Ö-UF Aviatik, generalmente chiamata anche Aviatik-Berg o Aviatik (Berg) dal nome del suo capo progettista Julius von Berg, per trasferirsi definitivamente a Lipsia-Heiterblick nel 1916 acquisendo la definitiva denominazione aziendale Automobil und Aviatik AG.
Al termine della prima guerra mondiale, a causa del trattato di Versailles, la produzione di velivoli venne proibita e l'azienda, non riuscendo a riqualificarsi per uscire dalla conseguente crisi, fu costretta a chiudere definitivamente nel 1920.

## Velivoli prodotti

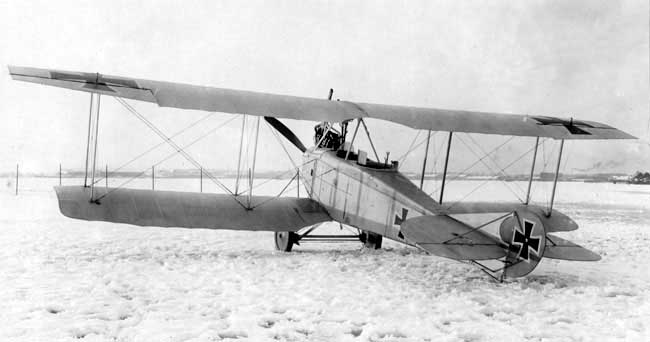
Aviatik C.I.

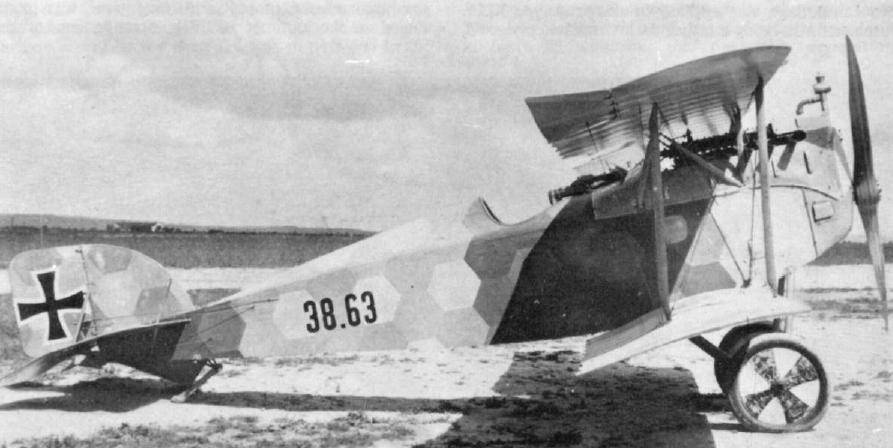
Aviatik D.I.

- 246 esemplari typ B
  - Aviatik B.I
  - Aviatik B.II
  - Aviatik B.III
- 2 259 esemplari typ C
  - Aviatik C.I
- 80 esemplari typ D
  - Aviatik D.II
  - Aviatik D.III
  - Aviatik D.VI
  - Aviatik D.VII
- 10 esemplari typ G
- 9 esemplari typ R